# ライトユーザー
ライトユーザーとは、コンピューターゲームやPC、携帯電話などのメディアの利用時間が、その利用者間において想定される平均的な利用時間ないし平均的な利用時間よりも少ない利用者を指す和製英語である。基本的に初心者や素人を指す。カジュアルユーザーとも呼ばれる。
語源は、アメリカ合衆国国内でのコンピュータシステム構築において、制作者の想定を超えてシステムに支障が出るくらい頻繁・長時間にわたって激しく（Heavy）利用する者（User）を指したHeavy Userからである。本来、英語の表現としてHeavy Userと対になる言葉はCasual Userである。
ヘビーユーザー（パワーユーザー）には、否定的な意味が含まれる事もあるが、メディアの利用頻度や時間が制作者の想定範囲内で多い人を指す等、単に便宜上の分類として使われることもある。ライトユーザーはこのヘビーユーザーと区別する為に使われることが多い。

## 現状
現在ではコンピューターゲームに関するインターネット上の議論やブログなどでも、関連商品の売上ランキングや市場占有率を語る際にこの言葉が使われる場合が多い。
メディア関連企業が行うマーケティングリサーチでは、基本的な客層分析手法であるABC分析を使った場合、「ヘビーユーザー」と「ライトユーザー」を配置することで、分析結果をまとめた資料や説明を判りやすくなるよう使われる事がある。例えば、携帯電話の利用促進を図る時「販売促進プログラムでもっとも重点的に効果が現れる客層はライトユーザー層です」と言うような使い方である。

## 問題点
議論や会議など何らかの成果が必要となる場で、定義が曖昧なままこの言葉を使うとその定義を巡って紛糾する場合が多い。

### インターネット
- インターネット中毒

### ゲーム
- ゲーマー

### 携帯電話
- パケット定額制
- パケ死